# Cleone (Grecia)
Cleone (in greco antico: Κλεωναί?), i cui abitanti erano detti Cleonei (Κλεωνίοι, kleoníoi), fu una città greca del Peloponneso situata a metà strada tra Corinto e Argo nella regione dell'Argolide.

## Etimologia del nome
Pausania, nel suo "Periegesi della Grecia", propone due ipotesi: secondo la prima, il nome deriverebbe da Cleone, figlia di Pelope; la seconda opzione invece ripercorre la testimonianza di chi dice che il nome derivi dal fiume Cleone, un affluente dell'Asopo Sicionio. Per Cleone passavano due importanti vie che andavano da Corinto verso il Peloponneso: una recava a Nemea e l'altra ad Argo.

## Origini tra mitologia e storia
La costituzione del villaggio si sviluppò nei pressi di un tempio dedicato ad Atena e costruito, secondo Pausania, da Scillide e Dipeno, mitici scultori allievi di Dedalo. Presso Cleone, Eracle uccise Eurito e Cteato perché si erano schierati contro di lui.
Pare che in età micenea la città fosse sotto il dominio di Micene, poiché Omero nel secondo libro dell'Iliade la presenta come parte dei domini di Agamennone: ciò testimonia tra l'altro l'esistenza di Cleone in quel determinato periodo storico.
In seguito, pare fosse diventata verso l'inizio del VI secolo a.C., una polis indipendente frequentemente attraversata da chi percorreva le strade che conducevano dall'Argolide alla Corinzia e viceversa. Nella pianura locale si svolgevano i giochi panellenici nemei.

## Guerre a Cleone

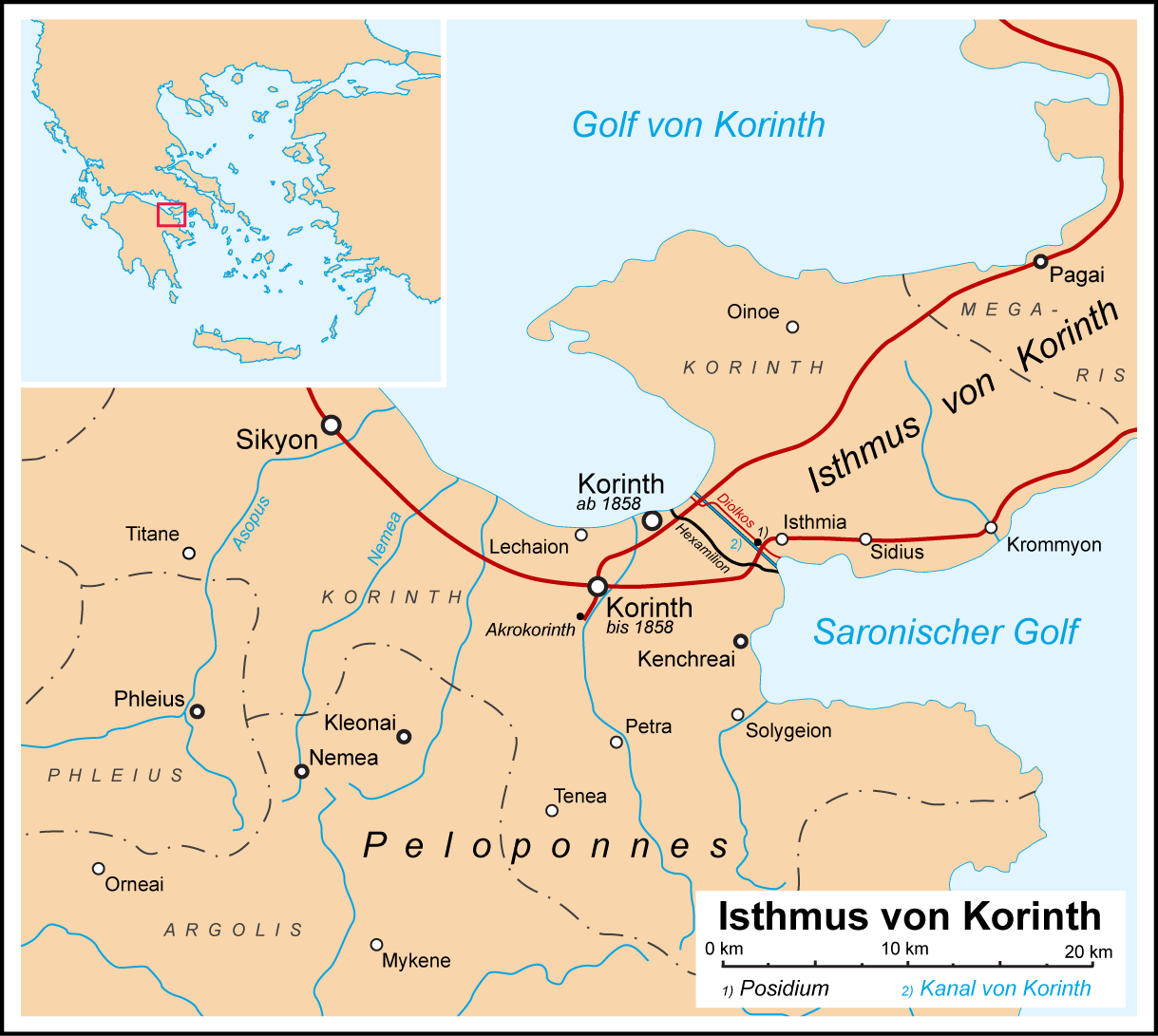
Localizzazione di Cleone nei pressi di Nemea

Nel 480 a.C. e negli anni successivi, Cleone fu espugnata e conquistata variamente da Corinto e da Argo, fino a quando non prevalse la seconda. I Cleonei strinsero un trattato con gli Argivi, divenendo loro alleati nella presa di Micene del 468 a.C. Sempre in virtù della sua alleanza con Argo, Cleone supportò con alcuni soldati il contingente degli Argivi a loro volta sostenitori degli Ateniesi nella battaglia di Tanagra del 457 a.C. Nel 418 a.C., gli abitanti di Cleone parteciparono alla battaglia di Mantinea sempre in supporto di Argivi e Ateniesi, Tucidide riporta che in questa battaglia ci furono 700 morti tra le file degli Argivi, tra cui venivano ricompresi anche i cittadini di Cleone. Durante la guerra del Peloponneso, l'esercito spartano lanciò un'offensiva contro la città nella primavera del 414 a.C., ma fu poi costretto a ritirarsi a causa di un terremoto che ne danneggio i rifornimenti.

## Decadenza
Dopo la guerra del Peloponneso, terminata nel 404 a.C. con la vittoria della coalizione spartana, si hanno ben poche notizie di Cleone. Probabilmente a causa della crescente espansione della vicina Argo, Cleone finì per essere inglobata da quest'ultima, diventando dapprima una sua polis satellite e poi venendo incorporata completamente.